# Freiburg im Breisgau
Freiburg im Breisgau is een Stadtkreis in de Duitse deelstaat Baden-Württemberg. Op 31 december 2020 telde de stad 230.940 inwoners op een oppervlakte van 153,07 km².
De universiteitsstad Freiburg ligt aan de Dreisam vlak bij het Zwarte Woud en de Zwitserse en Franse grens en wordt gezien als de feitelijke hoofdstad van het Zwarte Woud. De Albert-Ludwigs-Universität Freiburg is de voornaamste werkgeefster van de stad. De stad kent een gunstig klimaat en ligt in de wijnstreek van Baden.

## Geschiedenis
Freiburg is ontstaan toen Koenraad I van Zähringen in 1091 een burcht liet bouwen op wat nu de Schlossberg heet. In 1120 werden stadsrechten en marktrechten ontvangen. Restanten van de funderingen van deze burcht zijn bewaard gebleven in de kelder van hotel Zum Bären. Van 1218 tot 1368 was Freiburg hoofdstad van het Graafschap Freiburg. De laatste graaf was impopulair, en de burgers van de stad plaatsten zich vrijwillig onder bescherming van de Habsburgers.
Vanaf 1368 was de Breisgau en daarmee Freiburg zodoende in het bezit van de Habsburgers. In 1386 sneuvelden talrijke aanzienlijke Freiburgers in de Slag bij Sempach.  In 1457 schonk Albrecht VI van Oostenrijk de stad haar universiteit. Het gebouw Gerichtslaube in Freiburg was de locatie, waar Keizer Maximiliaan I in 1498 de Rijksdag bijeenriep. In deze periode was het onrustig rondom Freiburg als gevolg van de mislukte, door Joß Fritz geleide Bundschuh-opstand. Freiburg was ook een van de steden, die tijdens de Duitse Boerenoorlog vanaf 23 mei 1525 enige tijd in handen van de opstandelingen waren; dezen forceerden in de stad de Reformatie, die direct na de overwinning van de Habsburgse troepen op de boeren, nog in 1525, weer ongedaan werd gemaakt. Freiburg bleef daarna overwegend rooms-katholiek gezind, ook in de voor de stad rampzalige Dertigjarige Oorlog (1618-1648); de jezuïeten namen in 1620 de universiteit over, die daarna lange tijd de enige rooms-katholieke universiteit in de regio was. Naast Wenen was Freiburg de enige Oostenrijkse universiteitsstad. In 1564 werd de stad zwaar getroffen door een pestepidemie, die tweeduizend mensenlevens kostte.  
Vanaf haar verovering door troepen van Lodewijk XIV in  1677 tot aan de Vrede van Rijswijk in 1697, lag Freiburg in Frankrijk. In deze periode werden rondom de stad door de Franse vestingbouwmeester Vauban in 1677-78 moderne vestingwerken aangelegd.  Eind 1713 heroverden de Fransen Freiburg voor korte tijd, maar Lodewijk XIV moest de stad bij de Vrede van Rastatt in 1714 aan Oostenrijk restitueren. In 1744 werd de stad voor de vierde keer door Frankrijk veroverd; ditmaal moest Lodewijk XV van Frankrijk in 1745 bij de Vrede van Füssen de stad weer aan Oostenrijk teruggeven. 
Bij het Congres van Wenen in 1815 stond Oostenrijk de Breisgau af in ruil voor gebieden die wel aan het bestaande grondgebied grensden. Het kwam aan het tot de Duitse Bond behorende Groothertogdom Baden. In 1848 was Freiburg toneel van zware straatgevechten tijdens de zgn. Badische Revolutie. In 1871 kwam Freiburg aan het Duitse Keizerrijk.

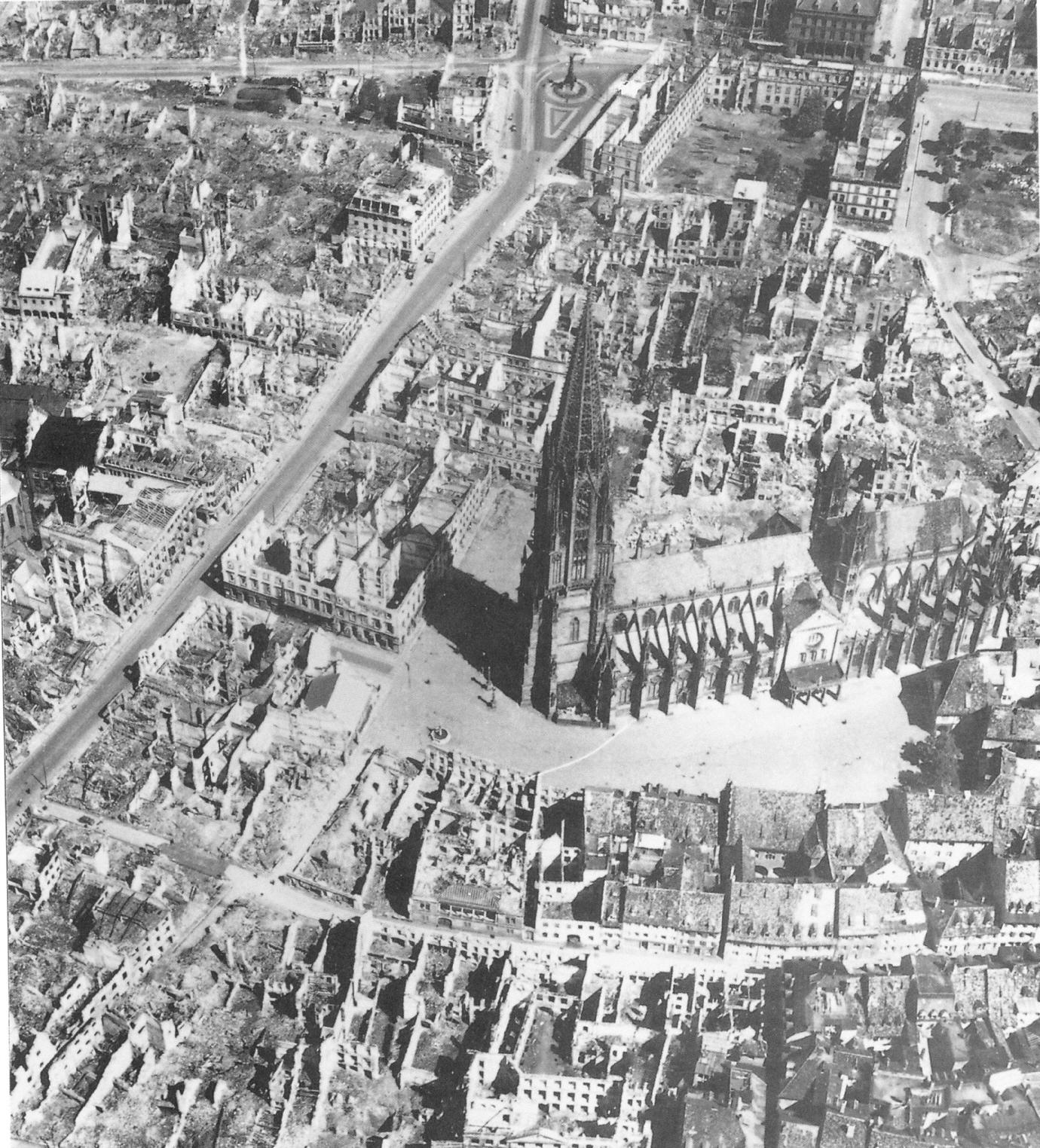
Het verwoeste stadscentrum in 1944

Tijdens de Tweede Wereldoorlog werd Freiburg op 10 mei 1940 bij vergissing door de eigen Luftwaffe gebombardeerd (deze was onderweg naar Frankrijk en verdwaalde in slecht weer) en gedeeltelijk beschadigd, waarbij 59 inwoners omkwamen. Op 27 november 1944 werd de stad door de RAF gebombardeerd waarbij 2800 burgers omkwamen en een vuurstorm de oude stadskern gedeeltelijk in de as legde, maar de stad is nadien in oude stijl weer opgebouwd. In april 1945 werd de stad overgegeven aan Franse troepen, waarmee de Tweede Wereldoorlog in Freiburg eindigde.
In de jaren rond 1975 verkreeg de milieubeweging grote steun in Freiburg en omgeving. Er bestond namelijk brede steun voor de -uiteindelijk succesvolle- protestacties tegen de bouw van de Kerncentrale Wyhl. Nadien werd Freiburg  een politiek bolwerk van de politieke partij Bündnis 90/Die Grünen.

## Geografie

### Stadsindeling

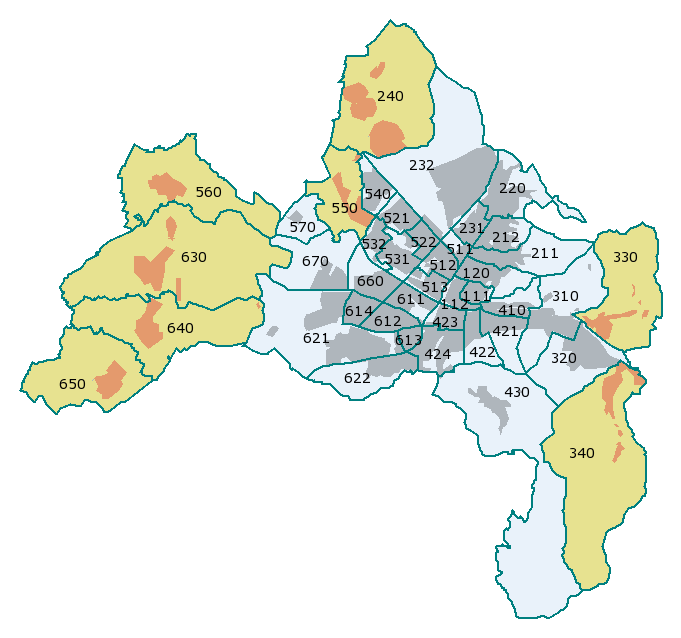
Onderverdeling van Freiburg

Freiburg is in 6 grote zones,  28 stadsdelen en 42 stadsdistricten voor statistisch gebruik onderverdeeld. De stadsdistricten hebben een nummer van drie cijfers. De eerste twee cijfers komen overeen met de 28 stadsdelen. Bestaat een stadsdeel maar uit één stadsdistrict, dan heeft het nummer van dat laatste als derde cijfer een nul. De stadsdelen en -districten zijn:
1.Grote zone Mitte:
- 11 Altstadt
  - 111 Altstadt-Mitte
  - 112 Altstadt-Ring
- 12 Neuburg

2.Grote zone Nord:
- 21 Herdern
  - 211 Herdern-Süd
  - 212 Herdern Nord
- 22 Zähringen
- 23 Brühl
  - 231 Brühl-Güterbahnhof
  - 232 Brühl-Industriegebiet
  - 233 Brühl-Beurbarung
- 24 Hochdorf[4]
  - 240 Hochdorf, nader onderverdeeld in:
    - Hochdorf
    - Benzhausen
    - Gewerbegebiet Markwald

3.Grote zone Ost:
- 31 Waldsee
- 32 Littenweiler
- 33 Ebnet
- 34 Kappel

4.Grote zone Süd:
- 41 Oberau
- 42 Wiehre[5]
  - 421 Oberwiehre
  - 422 Mittelwiehre
  - 423 Unterwiehre-Nord
  - 424 Unterwiehre-Süd
- 43 Günterstal (met de berg Schauinsland)
  - 430 Günterstal, nader onderverdeeld in:
    - Oberdorf
    - Unterdorf

5.Grote zone West:
- 51 Stühlinger[6]
  - 512 Stühlinger-Eschholz
  - 513 Alt-Stühlinger
- 52 Mooswald
  - 521 Mooswald-West
  - 522 Mooswald-Ost
- 53 Betzenhausen
  - 531 Betzenhsn.-Bischofslinde
  - 532 Alt-Betzenhausen
- 54 Landwasser
- 55 Lehen
- 56 Waltershofen
- 57 Mundenhof

6.Grote zone Südwest:
- 61 Haslach
  - 611 Haslach-Egerten
  - 612 Haslach-Gartenstadt
  - 613 Haslach-Schildacker
  - 614 Haslach-Haid
- 62 St. Georgen[7]
  - 621 St. Georgen Nord
  - 622 St. Georgen Süd
- 63 Opfingen[8]
- 64 Tiengen

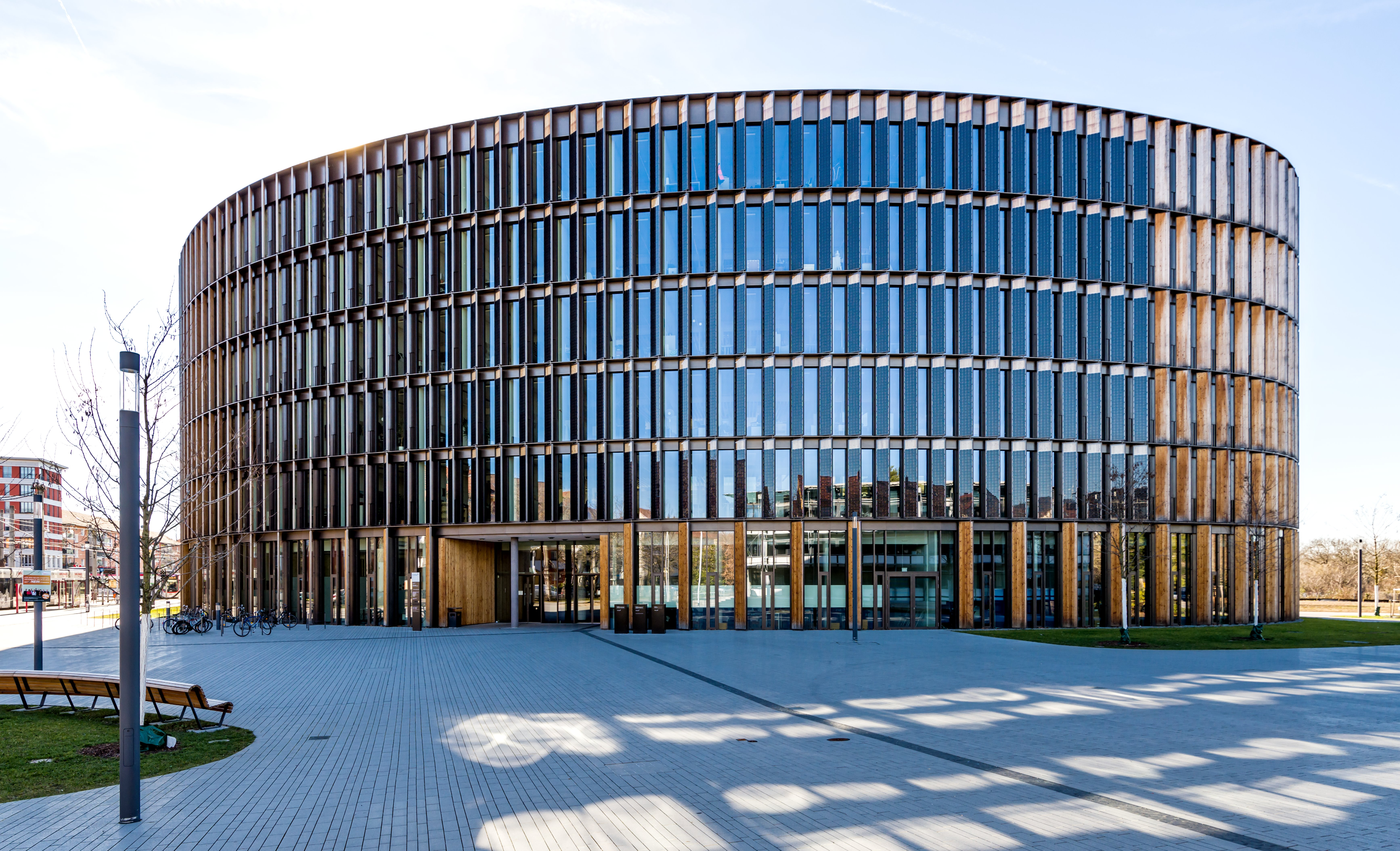
Rathaus in Stühlinger (2017)

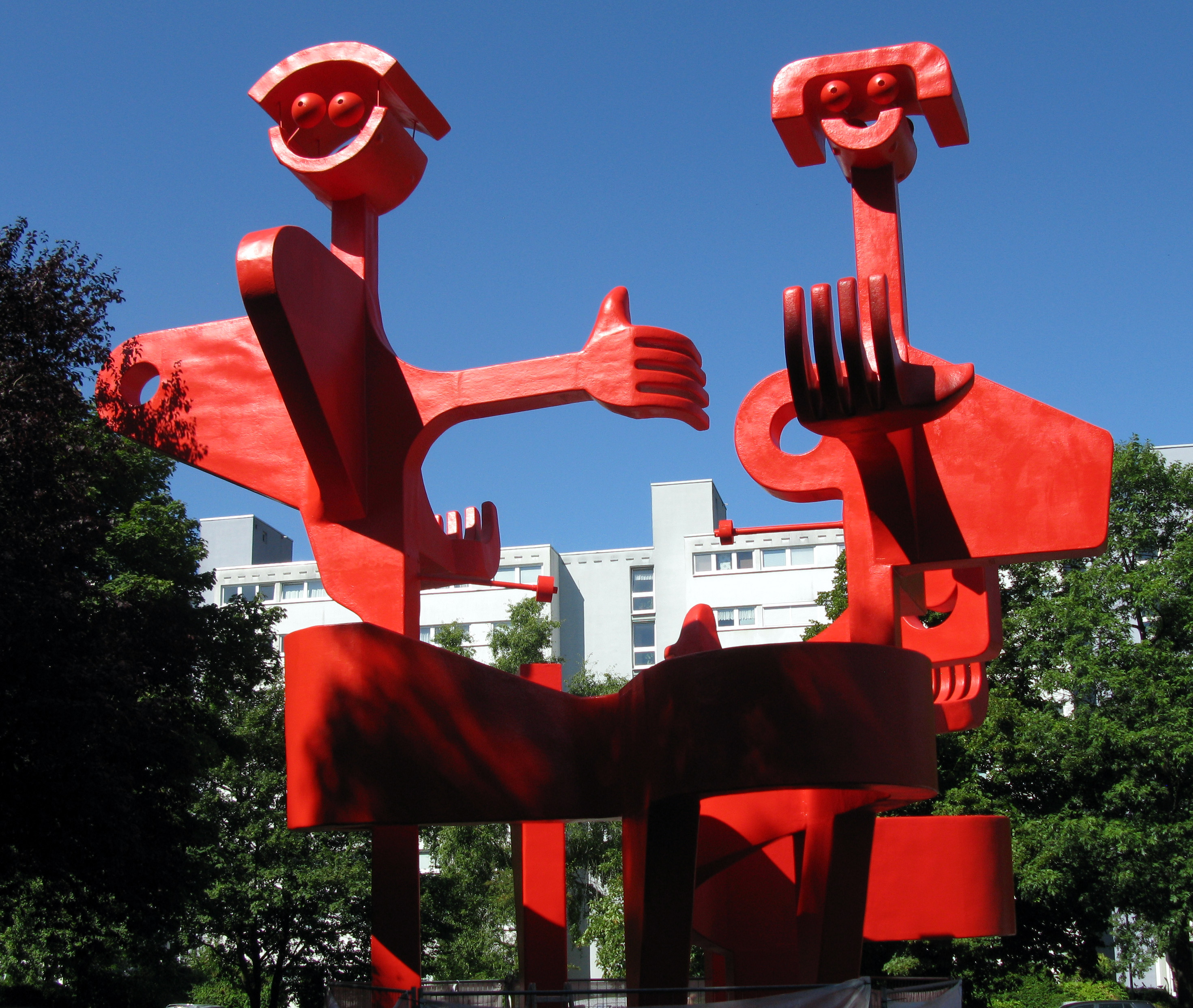
Kunstwerk Roter Otto (1973) in de wijk Landwasser

- 65 Munzingen, een bekend wijnbouwdorp 10 km ten westen van de eigenlijke stad
- 66 Weingarten[9]
- 67 Rieselfeld[10]
- 68 Vauban[11]

### Naburige gemeentes
Van noord via oost naar zuid en west, in de richting van de wijzers van de klok:
- Vörstetten
- Gundelfingen
- Glottertal
- Stegen
- Kirchzarten
- Oberried
- Münstertal/Schwarzwald
- Bollschweil
- Horben
- Au
- Merzhausen
- Ebringen
- Schallstadt
- Bad Krozingen
- Breisach am Rhein
- Merdingen
- Gottenheim
- Umkirch
- March.

### Klimaat
| Maand                                             | jan   | feb   | mrt   | apr  | mei   | jun  | jul  | aug  | sep  | okt  | nov   | dec   | Jaar  |
| ------------------------------------------------- | ----- | ----- | ----- | ---- | ----- | ---- | ---- | ---- | ---- | ---- | ----- | ----- | ----- |
| Hoogste maximum (°C)                              | 18,8  | 21,9  | 25,7  | 29,2 | 33,7  | 36,5 | 38,3 | 40,2 | 32,7 | 30,8 | 23,2  | 21,7  | 40,2  |
| Gemiddeld maximum (°C)                            | 5,4   | 7,1   | 11,9  | 16,0 | 20,4  | 23,7 | 26,0 | 25,7 | 21,2 | 15,8 | 9,6   | 6,5   | 15,8  |
| Gemiddelde temperatuur (°C)                       | 2,5   | 3,5   | 7,5   | 10,9 | 15,2  | 18,5 | 20,7 | 20,4 | 16,3 | 11,7 | 6,5   | 3,6   | 11,4  |
| Gemiddeld minimum (°C)                            | −0,5  | 0,0   | 3,0   | 5,7  | 10,0  | 13,3 | 15,3 | 15,0 | 11,4 | 7,6  | 3,3   | 0,7   | 7,1   |
| Laagste minimum (°C)                              | −17,0 | −16,6 | −10,8 | −5,2 | −0,3  | 3,4  | 5,3  | 4,5  | 0,6  | −5,9 | −10,4 | −19,9 | −19,9 |
|                                                   |       |       |       |      |       |      |      |      |      |      |       |       |       |
| Neerslag (mm)                                     | 51,3  | 49,9  | 58,7  | 73,4 | 106,3 | 95,6 | 97,9 | 82,7 | 81,4 | 82,5 | 69,1  | 71,6  | 920,4 |
| Bron: Weather and climate in Freiburg im Breisgau |       |       |       |      |       |      |      |      |      |      |       |       |       |

## Economie

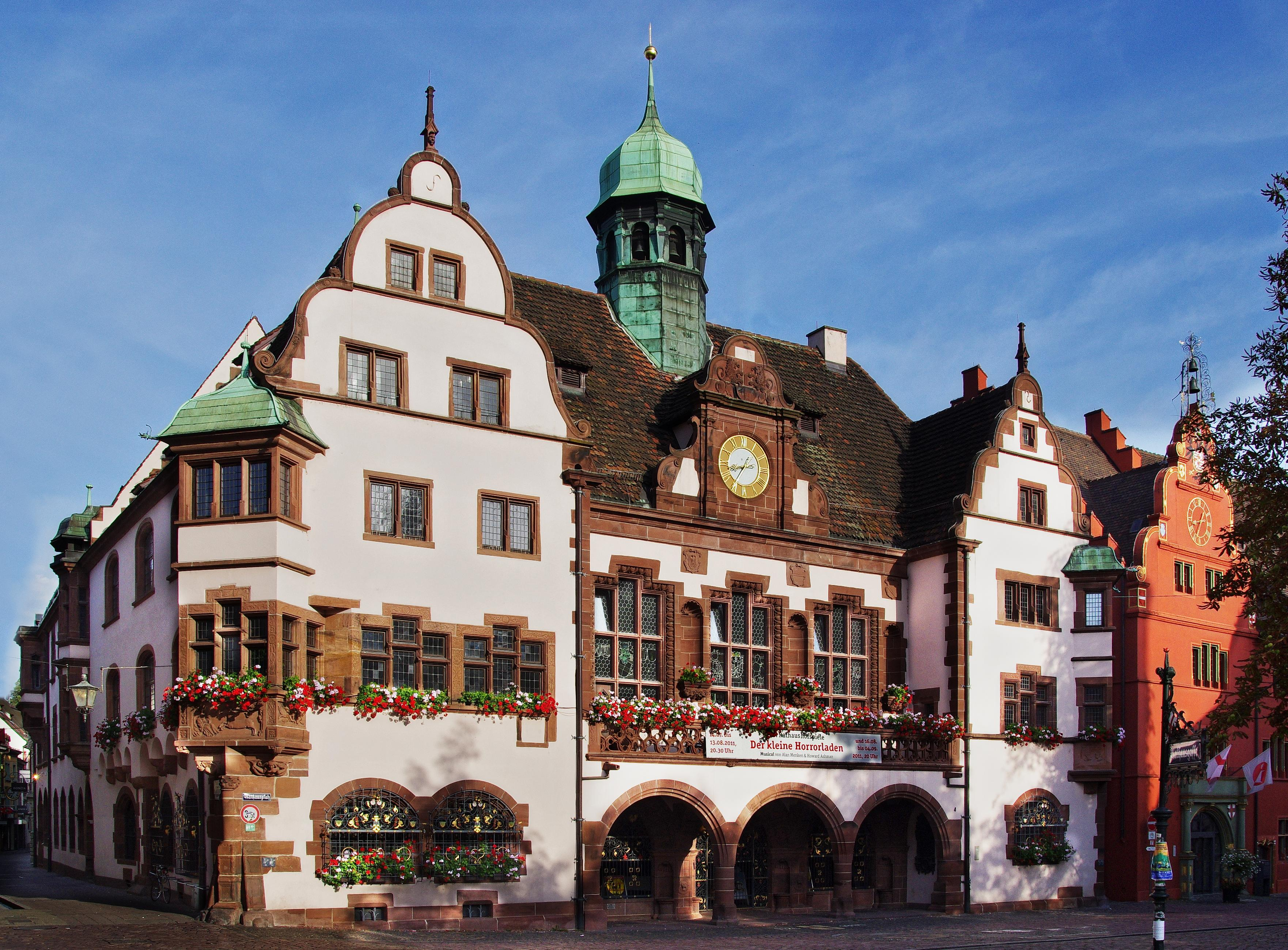
Nieuwe (witte gevel) en oude (rode gevel) Raadhuis

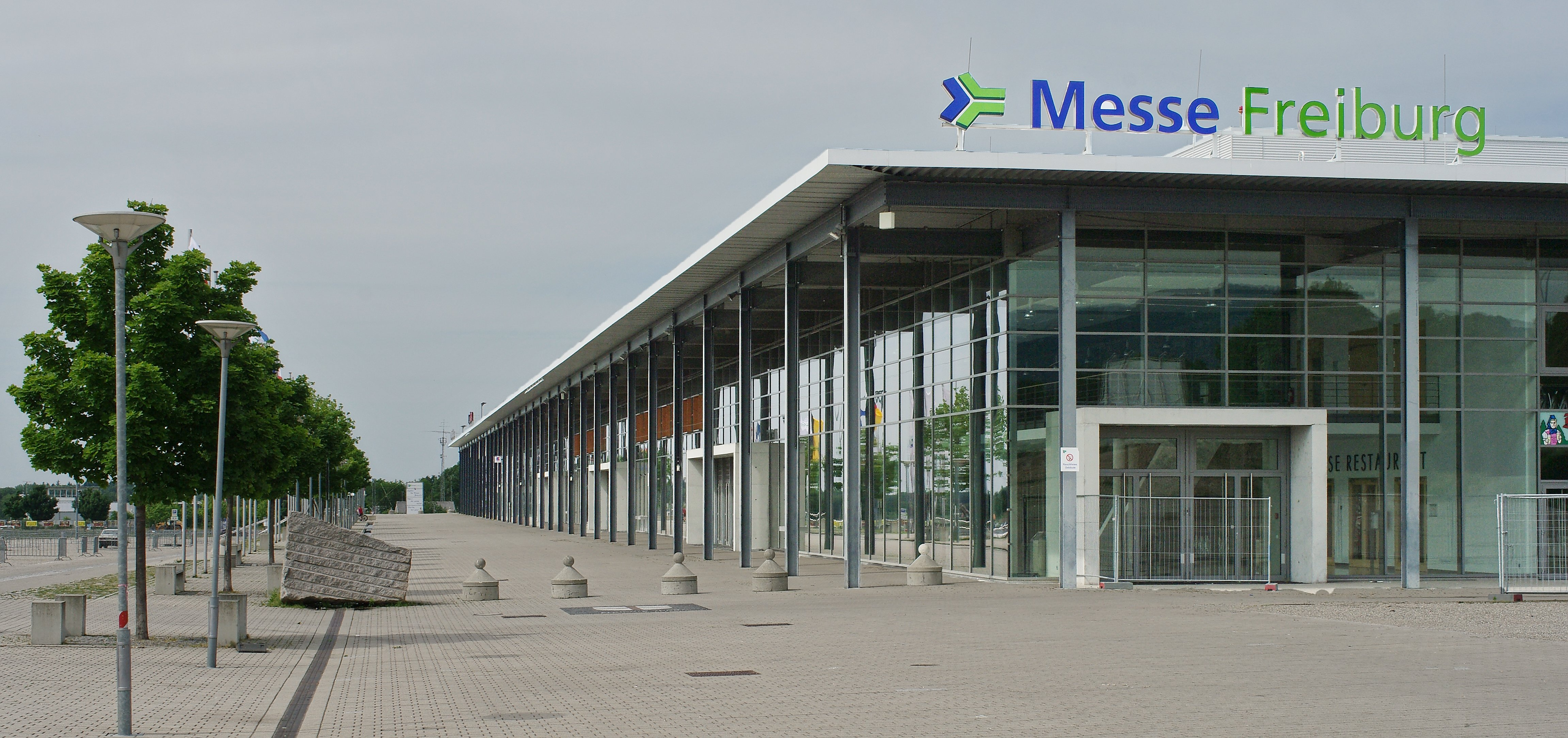
Gebouw Freiburger Messe

De pijlers van de economie zijn te vinden in de dienstensector. 
Het stadsbestuur is gevestigd op drie locaties: in het Alte Rathaus, het daarnaast gelegen Neue Rathaus en in het moderne gebouwencomplex Rathaus im Stühlinger, ten westen van het centrum.
Een grote werkgeefster is de reeds vermelde universiteit. De stad bezit verder een conservatorium en verscheidene hogescholen op het gebied van informatica, (hotel-)management en economie. Verscheidene wetenschappelijke onderzoeksinstituten hebben een vestiging in Freiburg. Daaronder zijn drie instituten van de Max-Planck-Gesellschaft en vijf van de Fraunhofer-Gesellschaft.
De stad is als regionaal bestuurscentrum ook vestigingsplaats van veel overheidsinstellingen van de deelstaat Baden-Württemberg. Ook verscheidene middelgrote en kleine instellingen van de Duitse nationale overheid hebben kantoren te Freiburg. In de stad is een beurs- en tentoonstellingscomplex, Freiburger Messe, gevestigd; naast het vliegveld.
Vanwege het natuurschoon en de aanwezige cultuurmonumenten is ook het toerisme van belang.
In de gemeente liggen veel wijngaarden. Ook de bosbouw is van niet te verwaarlozen belang; de stad bezit vele honderden hectare productiebos. In Freiburg heeft een groot adviesbureau voor productiebosexploitanten zijn kantoor.

### Belangrijke in de stad gevestigde ondernemingen
- TDK-Micronas, fabricage van halfgeleidersensoren, auto- en elektronica-onderdelen, circa 1.000 werknemers
- Cerdia, voorheen: Rhodia Acetow GmbH, fabriek van celluloseacetaat, o.a. voor filters van sigaretten, circa 1.100 werknemers
- Lexware, computersoftwarehuis, is met ruim 500 personeelsleden verreweg het grootste van talrijke IT-ondernemingen in de stad.

## Cultuur

### Bezienswaardigheden

#### Bouwwerken
Freiburg heeft een oud, na de oorlogsverwoestingen van 1944-1945 gerestaureerd, stadscentrum, waarvan met name de hoofdkerk, de Freiburger Münster, beroemd is. De 116 meter hoge toren geldt als een meesterwerk van gotische bouwkunst en werd van ca. 1270 tot ca. 1340 gebouwd. Mogelijk heeft zij als inspiratiebron voor de lantaarn in de Domtoren in Utrecht gediend. 
Ook een bezienswaardigheid van Freiburg zijn de zogenaamde Bächle: goten in het oude centrum waar water door heen loopt. Dit diende vroeger voor de riolering en nu voor de waterafvoer van regenwater. 
Verder is het 16e-eeuwse Haus zum Walfisch in de oude stad na de oorlog nauwkeurig herbouwd. Dit was een van de centrale filmlocaties van de culthorrorfilm Suspiria uit 1977. Ook heeft humanist Desiderius Erasmus een tijdje in het Haus zum Walfisch gewoond. Hotel Zum Bären bestond reeds in de 12e eeuw en is daarmee een van de oudste nog bestaande herbergen van Duitsland. Uit een middeleeuwse kroniek blijkt, dat het gebouw opvallend rood geverfd was. Zo konden de talrijke analfabeten het als openbaar logement en herberg herkennen. Het middeleeuwse gebouw werd in 1744 door Franse bezettingstroepen verwoest en daarna door het thans nog bestaande gebouw vervangen.
De stad is rijk aan voorbeelden van architectuur van na 1945; talrijke stromingen zijn vertegenwoordigd.

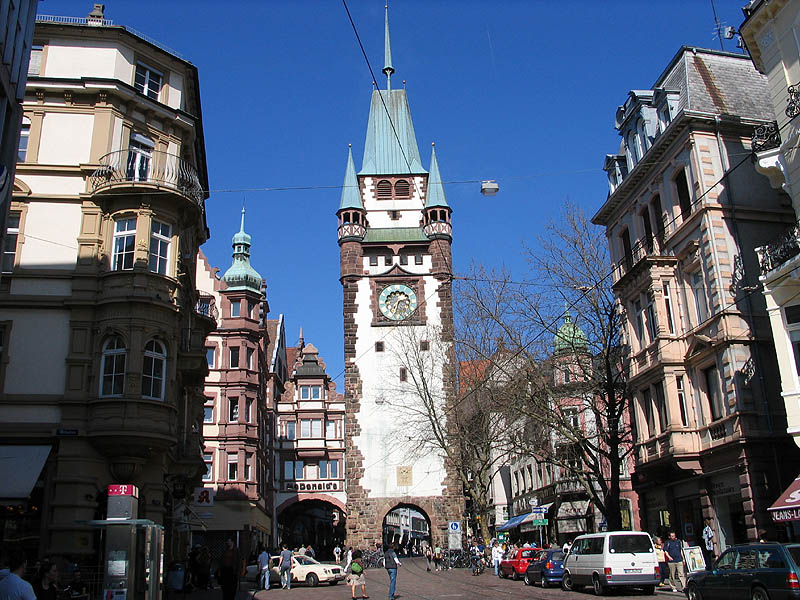
Martinstor (Maartenspoort)
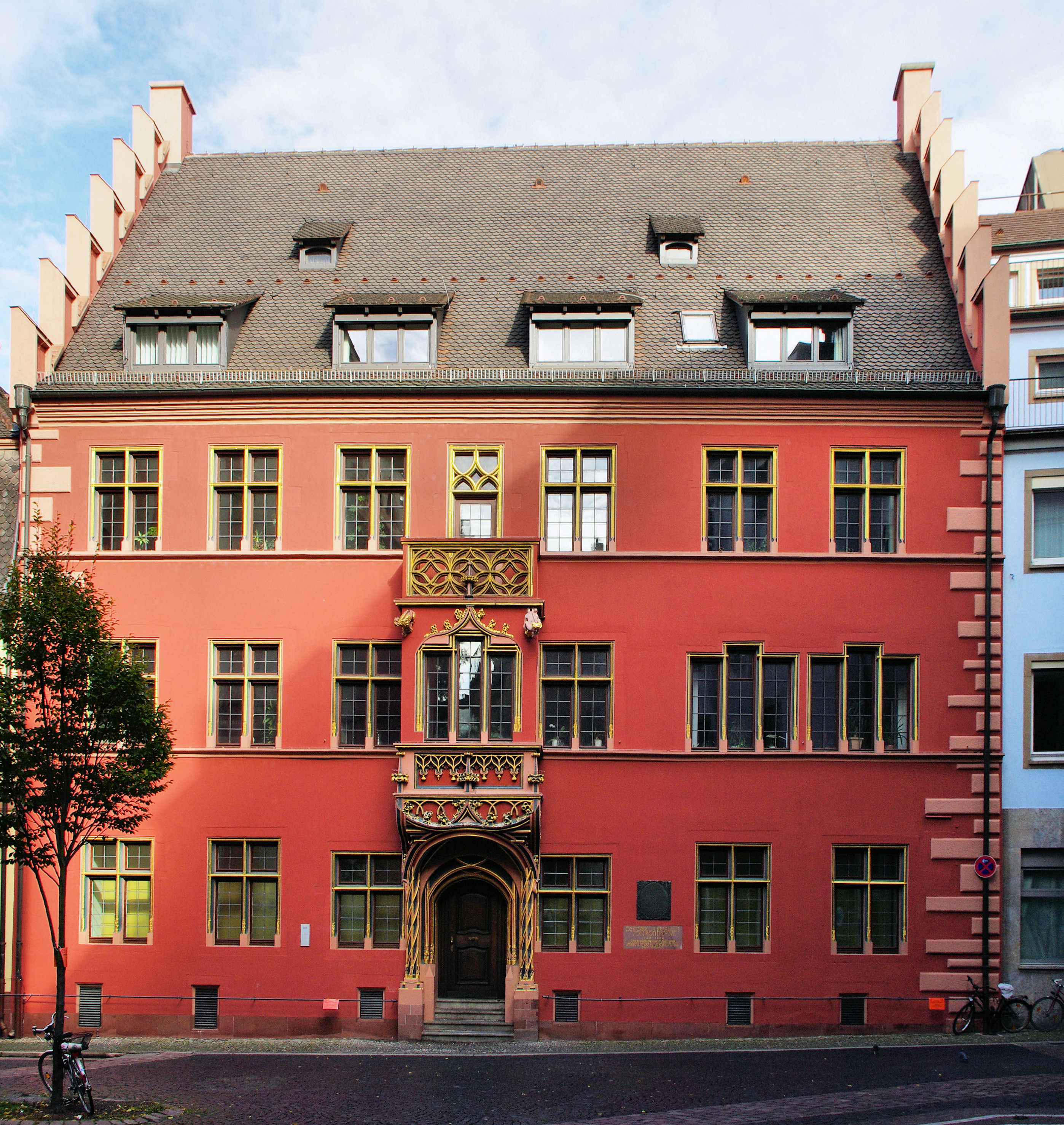
Het na 1945 herbouwde Haus zum Walfisch, in gebruik als bankkantoor
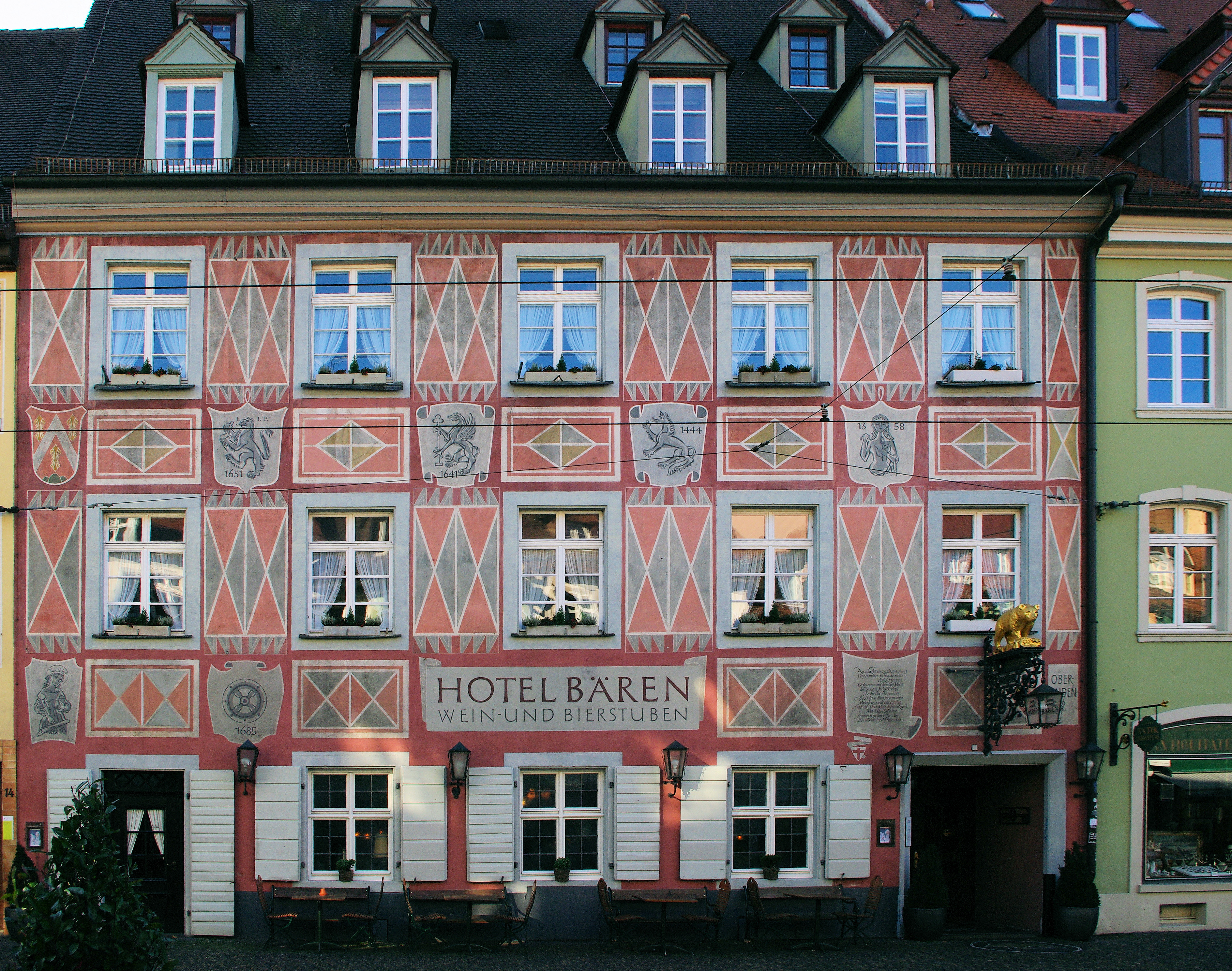
Hotel Zum Bären
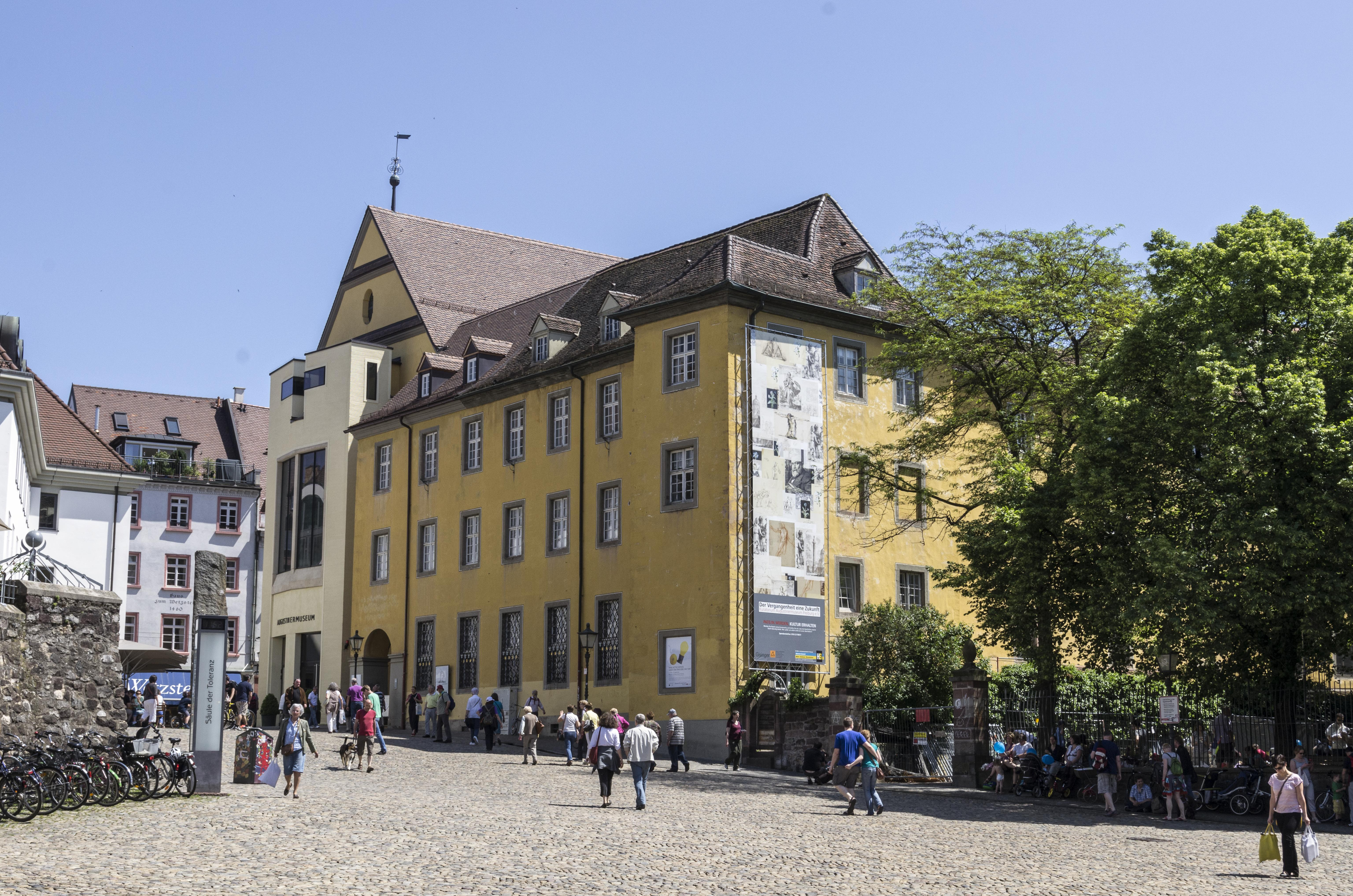
Augustinermuseum

#### Musea
Het belangrijkste museum van de stad is het Augustinermuseum.
Het Stadttheater is ook een bezoek waard. 
Interessant vanuit ecologisch standpunt is de wijk Vauban, ca. 4 km ten zuiden van het stadscentrum, die op de locatie van een voormalige kazerne staat.

### Natuurschoon, toeristische attracties e.d.
- De 1284 meter hoge berg Schauinsland ten zuiden van de stad maakt deel uit van het Schwarzwald.
- De wijnbouwgebieden ten westen van de stad
- Natuurreservaat Arlesheimer See met omringend bos bij stadsdeel Tiengen
- Recreatieplas Flückinger See, ten noorden van stadsdeel Betzenhausen en ten westen van stadsdeel Mooswald

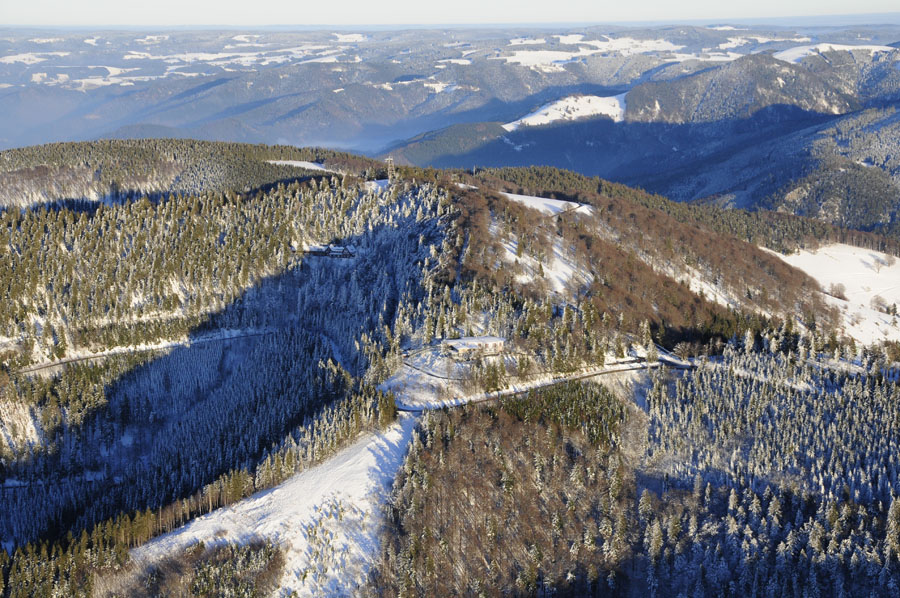
De berg Schauinsland
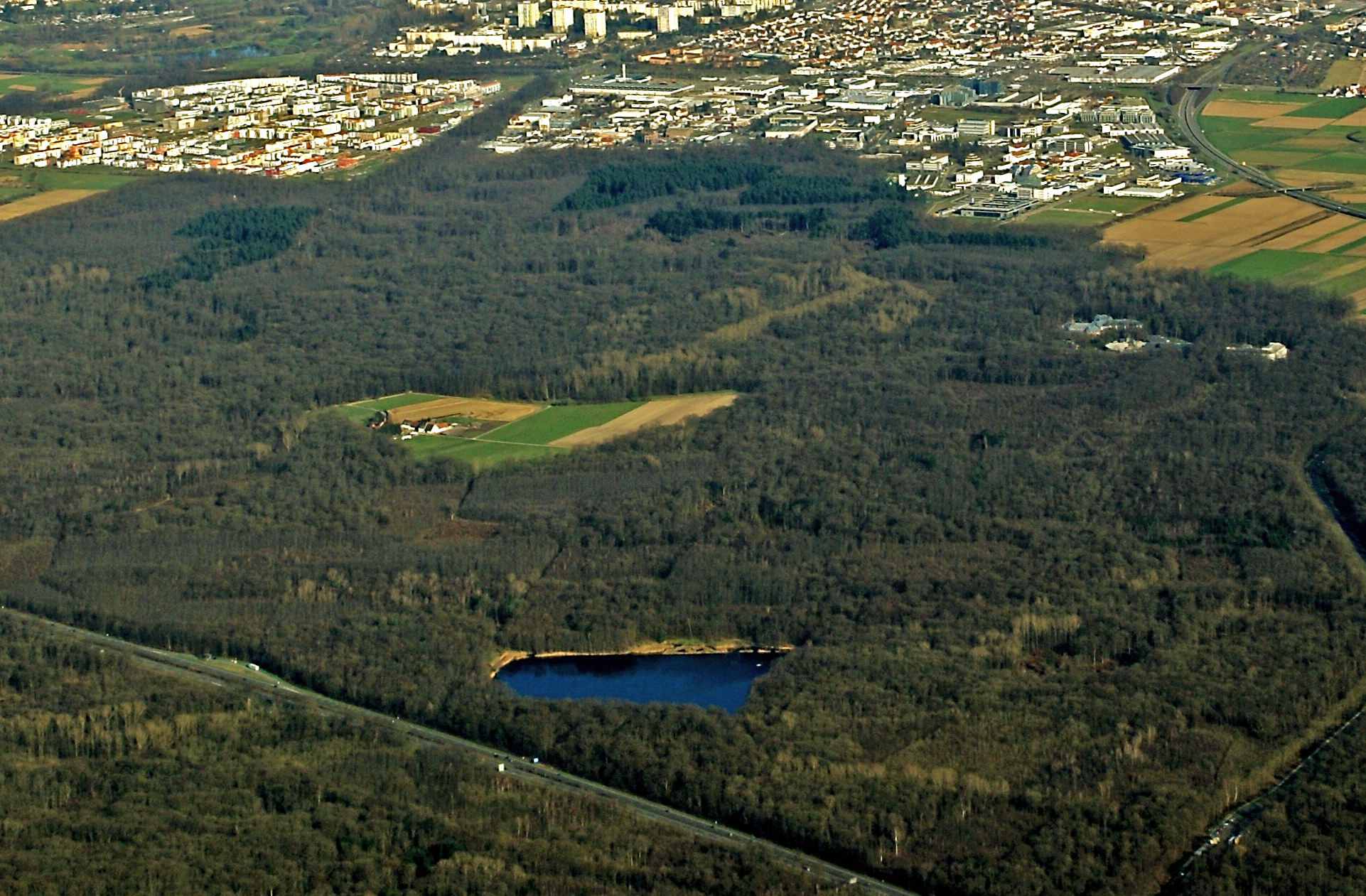
Arlesheimer See, Freiburg-Tiengen
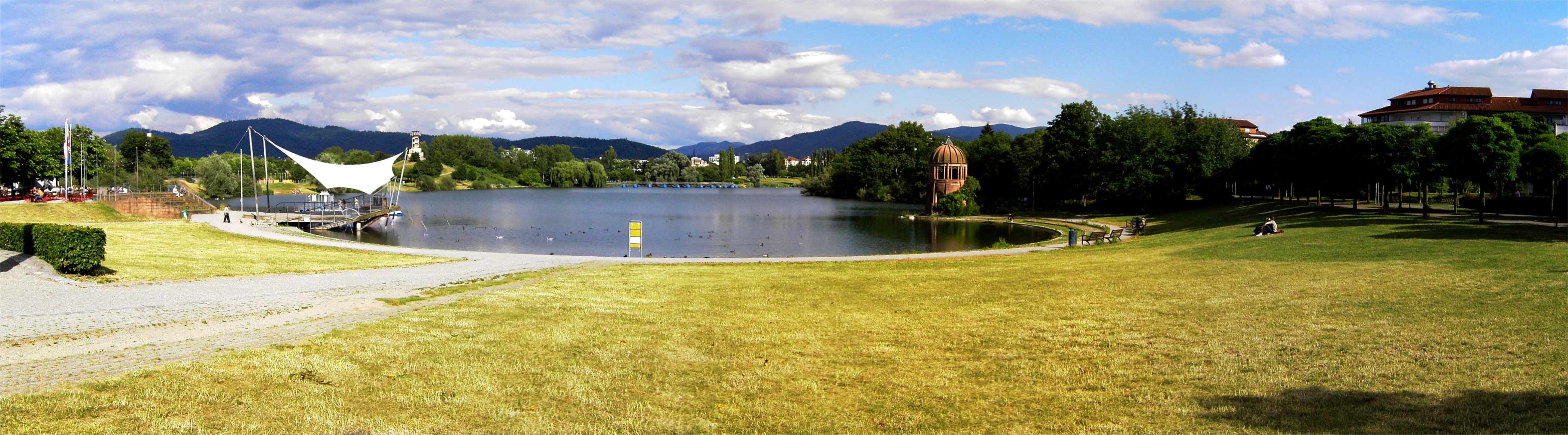
Flückinger See

### Sport
SC Freiburg is de professionele voetbalclub van Freiburg en speelde tot 2021 in het Schwarzwald-Stadion. De club komt vaak uit op het hoogste Duitse niveau van de Bundesliga. In oktober 2021 werd een het Europa-Park Stadion of Mooswaldstadion in gebruik genomen. Het ligt in het stadsdeel Brühl, naast het vliegveld. Het kan 34.700 toeschouwers herbergen. Opvallend is dat daarvan er 12.400 staanplaatsen zijn. Het rechthoekige gebouw is 25 meter hoog. Op het dak liggen zonnepanelen. De bouw was omstreden, vanwege milieuprotesten door buurtbewoners, en doordat er een conflict met het naburige vliegveld was.

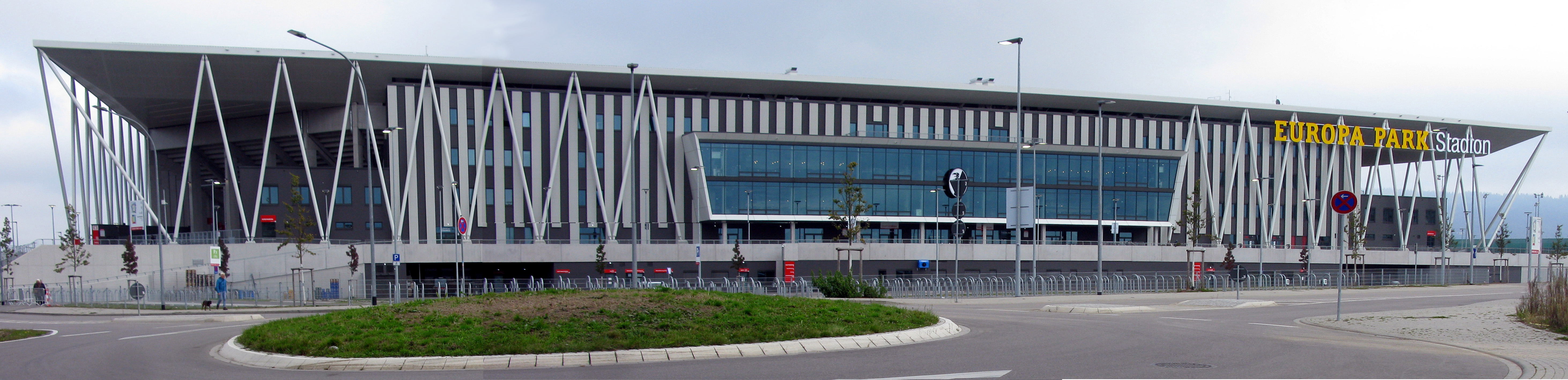
Het Europa-Park Stadion (1)
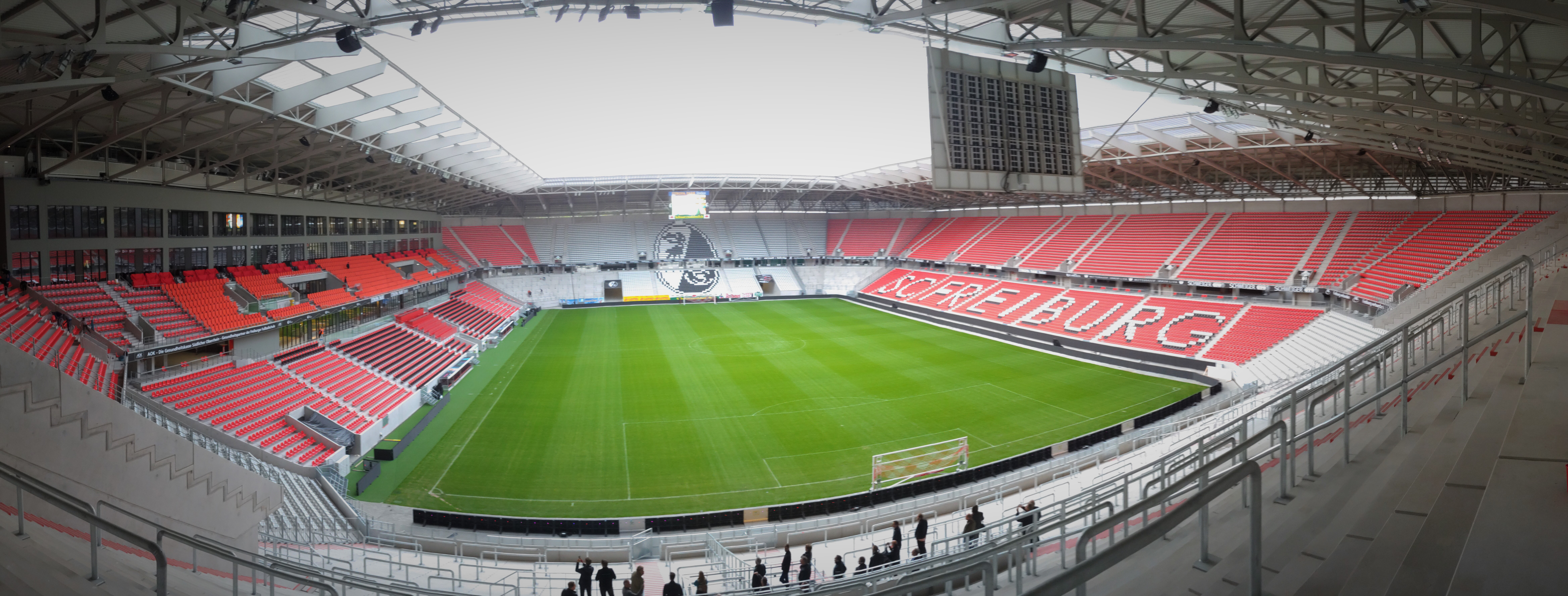
Het Europa-Park Stadion (2)

Freiburg im Breisgau was vier keer etappeplaats in de wielerkoers Ronde van Frankrijk. De Italiaan Salvatore Commesso was in 2000 er de voorlopig laatste ritwinnaar.

## Infrastructuur

### Hoofdwegennet
De stad is met de Autobahn A5 Frankfurt am Main- Basel aangesloten op het landelijke snelwegennet. Deze heeft te Freiburg drie afritten, van noord naar zuid de nummers 61, 62 en 63. 
Al oud is de eveneens ongeveer van noord naar zuid langs de stad lopende Bundesstraße 3 van Hamburg naar Basel.
Verder is de, dwars door de stad lopende, Bundesstraße 31 en de in Freiburg beginnende Bundesstraße 294 van belang. Deze wegen kruisen de A5 bij bovengenoemde afritten. Plannen, om de B 31 in een tunnel onder de stad door te leiden, en Freiburg zo van veel doorgaand (vrachtauto-)verkeer te verlossen, liepen tot dusver stuk op de te hoge kosten. 

### Openbaar vervoer
Het in 1845 geopende centrale spoorwegstation van Freiburg heet Freiburg (Breisgau) Hauptbahnhof, gelegen aan de spoorlijn Mannheim - Bazel. Verder is Freiburg begin- en eindpunt van de Höllentalbahn naar Donaueschingen. De spoorlijn Freiburg - Colmar loopt na bombardementen in de Tweede Wereldoorlog nog slechts tot Breisach aan de Rijn.
In 2020 is een S-Bahnnet voor Freiburg in Breisgau en omstreken in het leven geroepen. Het draagt de naam Breisgau-S-Bahn. Het net omvat verscheidene spoorlijnen in de omgeving, deels op Frans grondgebied. 
De stad heeft een eigen tramlijnennet. Er zijn vijf lijnen, zie bovenstaand kaartje. Daarnaast heeft Freiburg circa twintig stads- en streekbuslijnen. Deze worden geëxploiteerd door de Freiburger Verkehrs AG kortweg VAG. Verscheidene langeafstandsbusdiensten van o.a. Flixbus, verbinden de stad met een aantal grootsteden zoals München, Berlijn en Praag.
De Schauinslandbahn is een kabelbaandienst geëxploiteerd door de VAG en verbindt de stad met de Schauinsland berg. Het bergstation bevindt zich op 1220 meter hoogte.

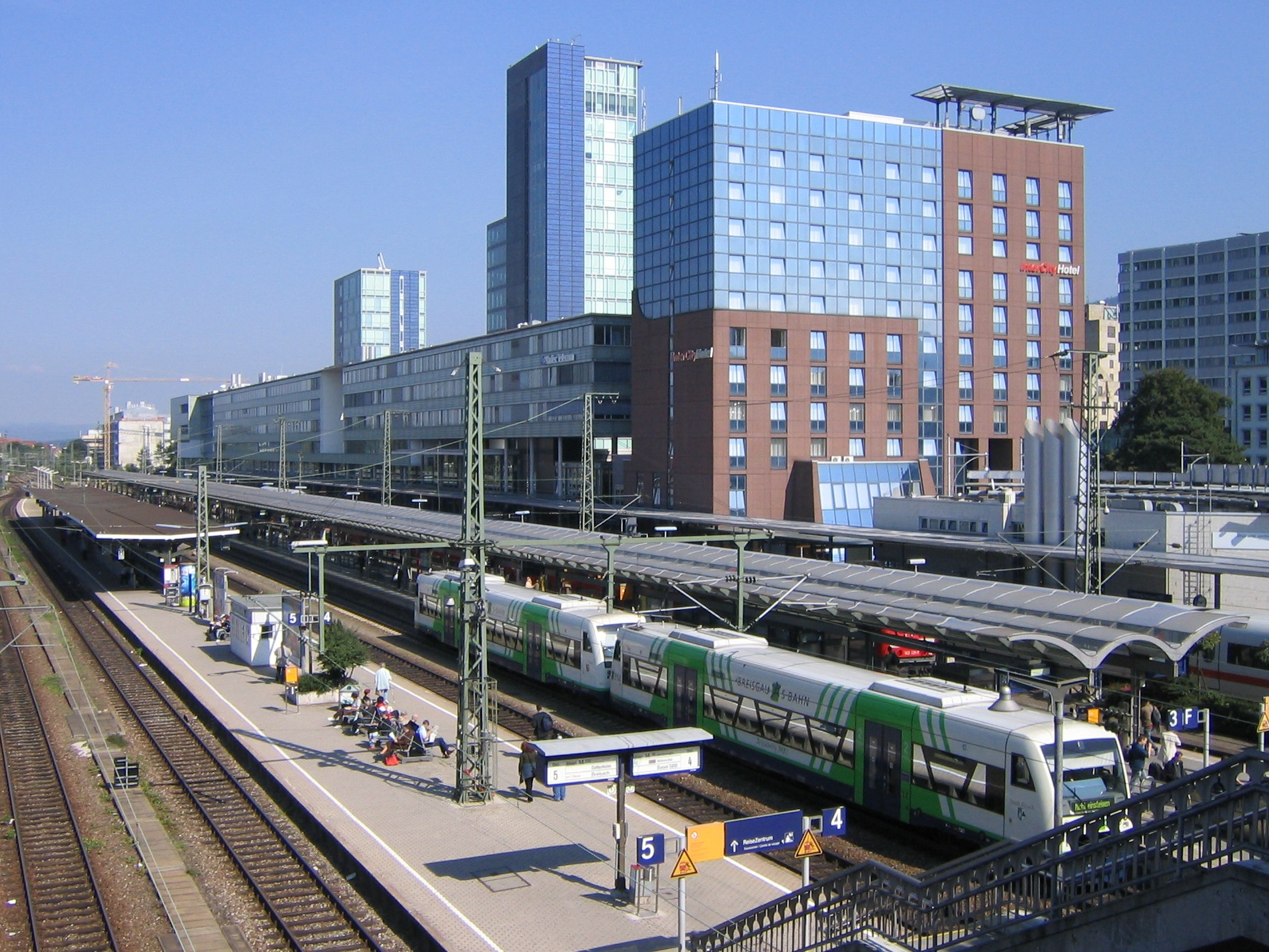
Centraal station
Lijnennetkaart Straßenbahn (tram) Freiburg im Breisgau
Lijnennetkaart Breisgau-S-Bahn
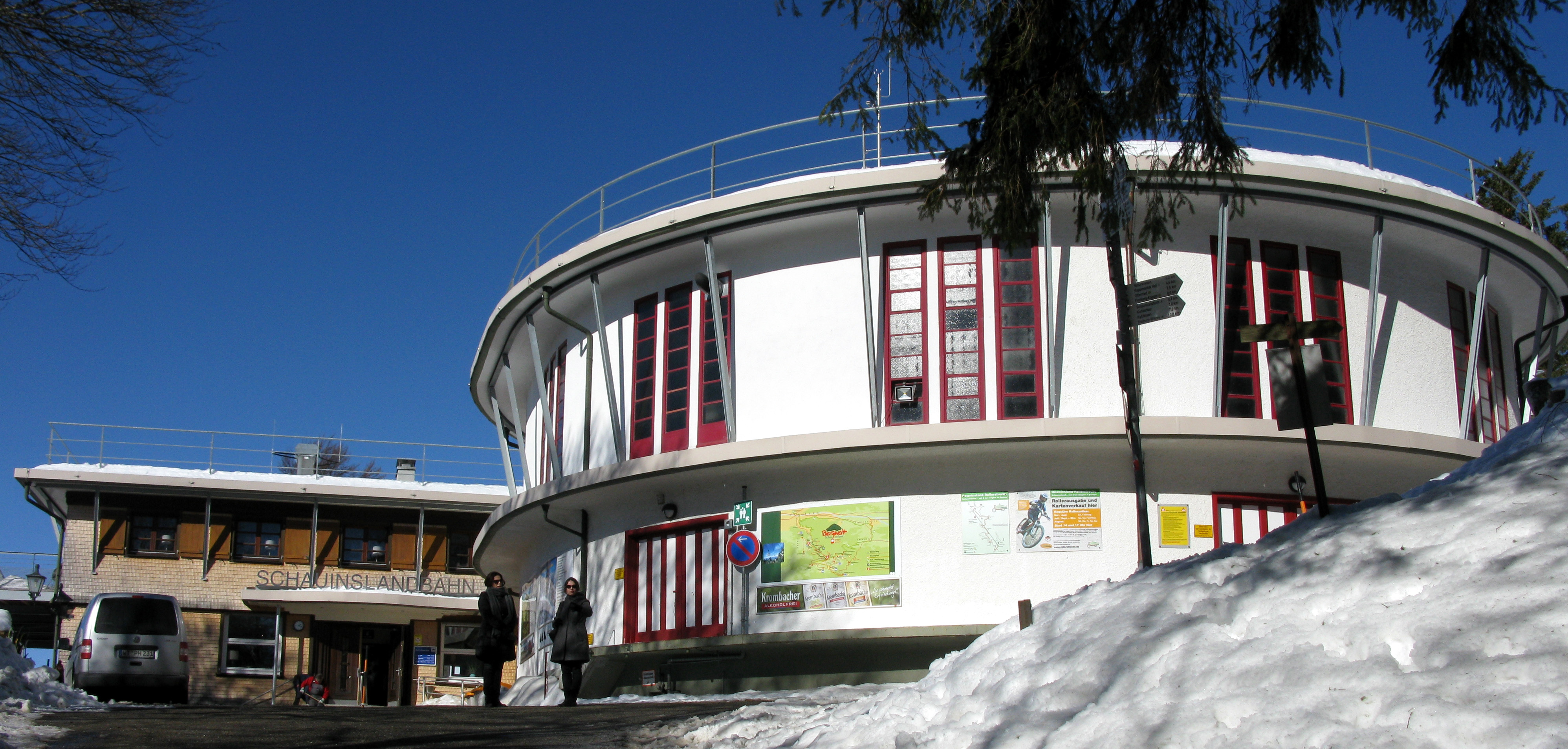
Bergstation van de Schauinslandbahn op de berg Schauinsland
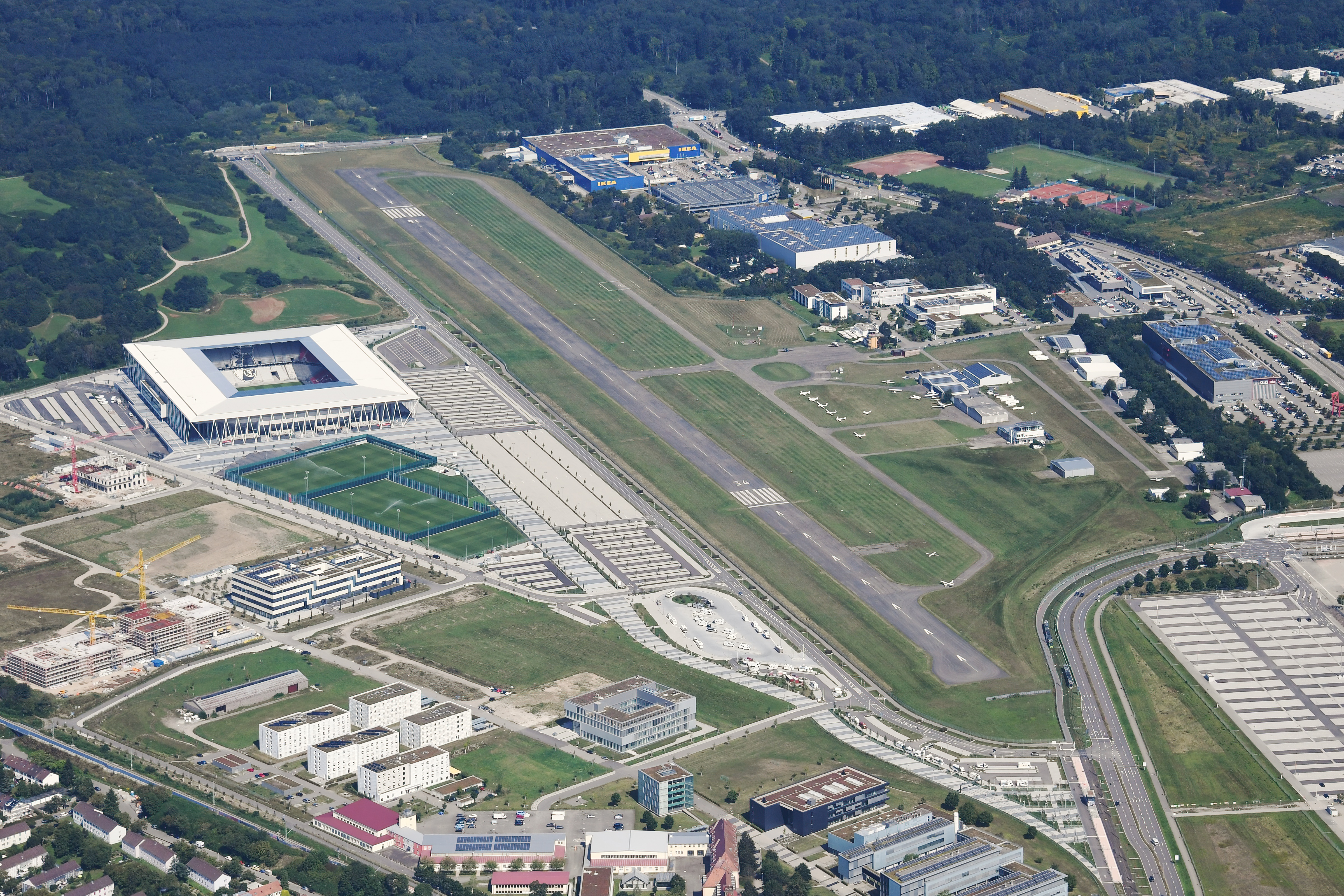
Vliegveld; links het nieuwe stadion

### Vliegverkeer
Freiburg beschikt over een middelgroot vliegveld, de Flugplatz Freiburg. Dit heeft de ICAO-code EDTF. Het veld ligt op de coördinaten 48° 1′ 14″  noorderbreedte en  7° 50′ 1″ oosterlengte. Het ligt op 243,5 meter boven zeeniveau. Het ligt circa 3 km ten noordwesten van het stadscentrum. De Flugplatz Freiburg beschikt over een geasfalteerde start- en landingsbaan van 1400 meter lengte en 30 meter breedte. Het vliegveld wordt door kleine vrachtvliegtuigen, privévliegtuigjes, vliegtuigen voor hulpdiensten (o.a. voor orgaantransplantatie), helikopters e.d. gebruikt. Er zijn plannen om het vliegveld in 2031 te sluiten.
Passagiersvluchten vinden alleen plaats vanaf het nabije EuroAirport Basel-Mulhouse-Freiburg bij het Franse Saint-Louis.

## Partnersteden
Partnersteden van Freiburg zijn:
- Besançon (Frankrijk), sinds 1959
- Innsbruck (Oostenrijk), sinds 1963
- Padua (Italië), sinds 1967
- Guildford (Verenigd Koninkrijk), sinds 1979
- Madison (Verenigde Staten), sinds 1987
- Matsuyama (Japan), sinds 1988
- Lviv (Oekraïne), sinds 1989
- Granada (Spanje), sinds 1991
- Isfahan (Iran), sinds 2000
- Wiwilí[13] in Nicaragua sinds 1988 (Städtefreundschaft), jumelage officieel sinds 2015
- Tel Aviv in Israël sinds 2015 (vriendschaps- en coöperatie-overeenkomst, geen volledige jumelage)
- Suwon in Zuid-Korea sinds 2015

## Bekende inwoners van Freiburg im Breisgau

### Geboren
- Herman I van Baden (1040-1074), markgraaf van Markgraafschap Verona
- Martin Waldseemüller (ca. 1470 - ± 1521/22), cartograaf
- Jean Henri Naderman (1735-1799), instrumentenbouwer en harpist
- Karl Schell (1864-1936), Zwitsers componist, dirigent en organist
- Joseph Wirth (1879-1956), politicus
- Otto Heinrich Warburg (1883-1970), fysioloog, medicus en Nobelprijswinnaar (1931)
- Otto van Rees (1884-1957), schilder
- Bruno Stürmer (1892-1958), componist en dirigent
- Engelbert Zaschka (1895-1955), hoofdingenieur en uitvinder
- Franz Josef Meybrunn (1902-1975), componist, muziekpedagoog en dirigent
- Waldemar Hoven (1903-1948), SS-Hauptsturmführer en kamparts
- Karl Rahner (1904-1984), theoloog
- Eberhard L. Wittmer (1905-1989), componist
- Paul Pietsch (1911-2012), formule 1-coureur
- Heinrich Hamm (1934-2017), organist
- Alfonso Hüppi (1935), schilder, graficus en beeldhouwer
- Michael Ponti (1937-2022), Duits-Amerikaans pianist
- Wolfgang Schäuble (1942-2023), politicus
- Christian Klar (1952), RAF-lid
- Britta Böhler (1960), Duits-Nederlands advocate
- Anja Freese (1966), actrice
- Michael Rich (1969), wielrenner
- Dirk Baldinger (1971), wielrenner
- Wolfram Eilenberger (1972), filosoof, journalist en schrijver
- Petra Dallmann (1978), zwemster
- Tobias Santelmann (1980), Noors acteur
- Moritz Milatz (1982), mountainbiker
- Adelheid Morath (1984), mountainbikester
- Fabian Rießle (1990), noordse combinatieskiër
- Jasha Sütterlin (1992), wielrenner
- Max Rosenfelder (2003), voetballer

### Overleden
- Konstantin Fehrenbach (1852-1926), politicus in de Republiek van Weimar

## Trivia
Mensen, die in Freiburg geboren en getogen zijn, worden in de regio wel Bobbele (Alemannisch voor: kindje) genoemd. Ook sommige Freiburgers duiden zichzelf wel zo aan. Het woord Bobbele is grammaticaal onzijdig.

## Galerij

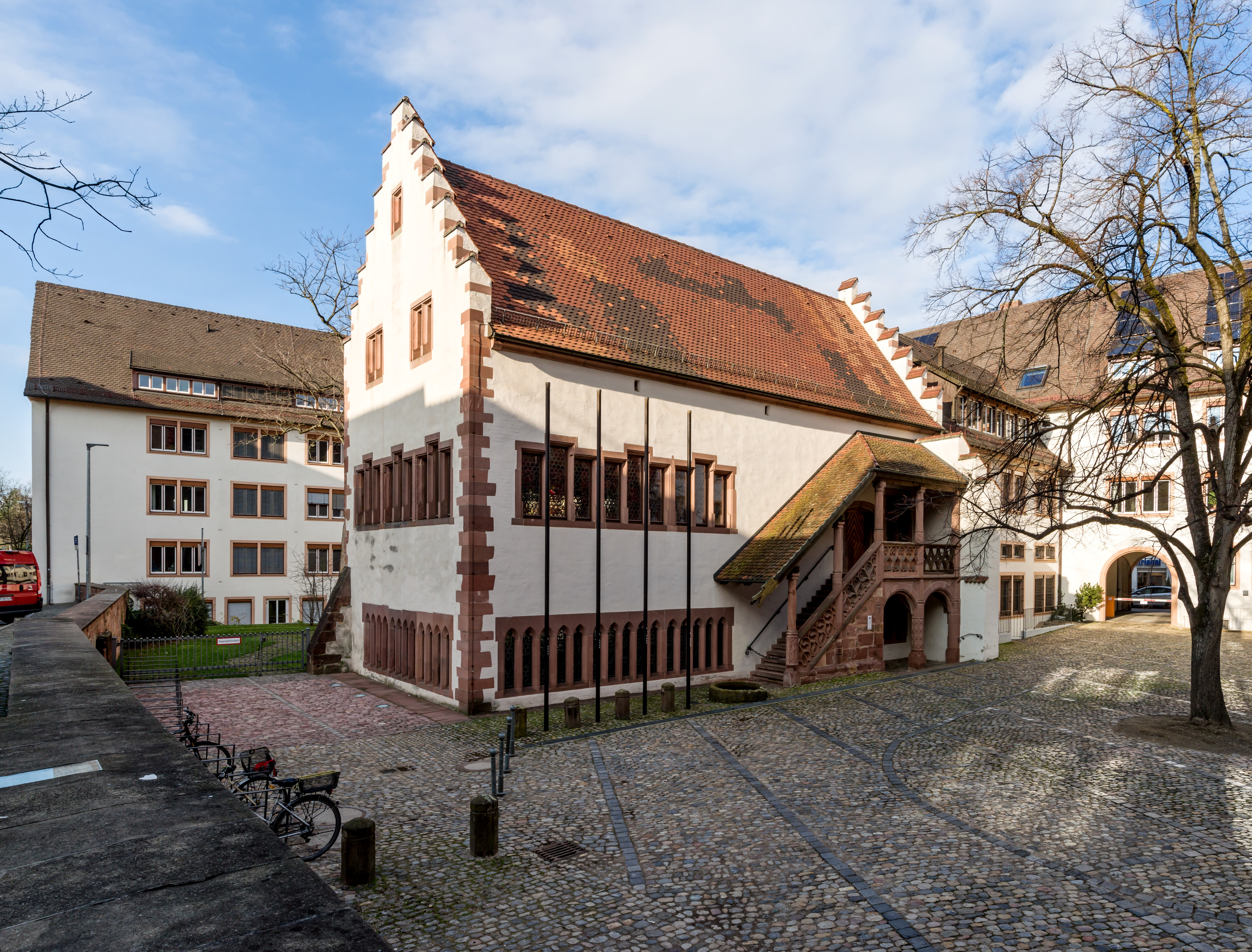
Gebouw Gerichtslaube bij het Oude Raadhuis
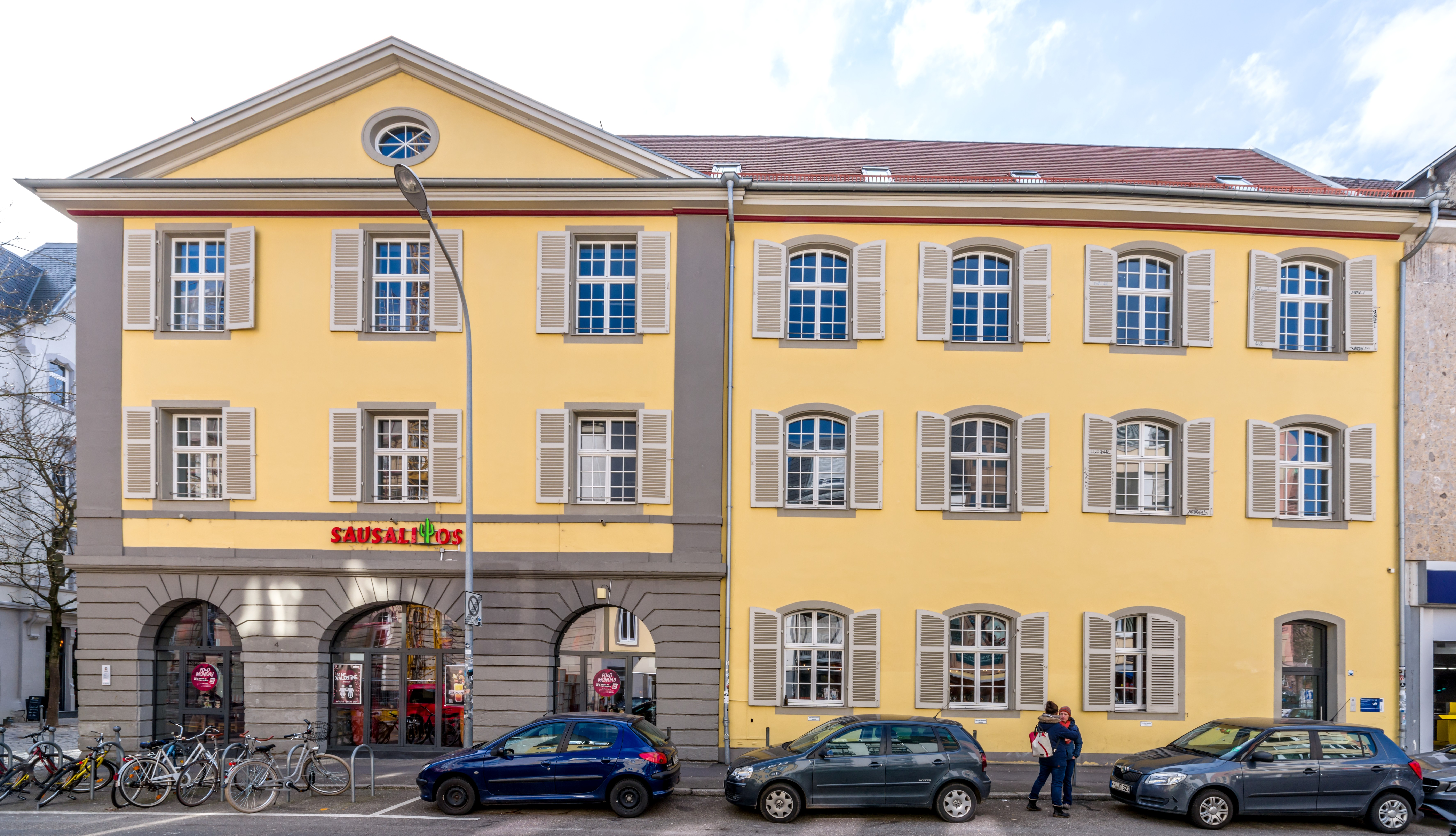
Gebouw Breisacher Tor
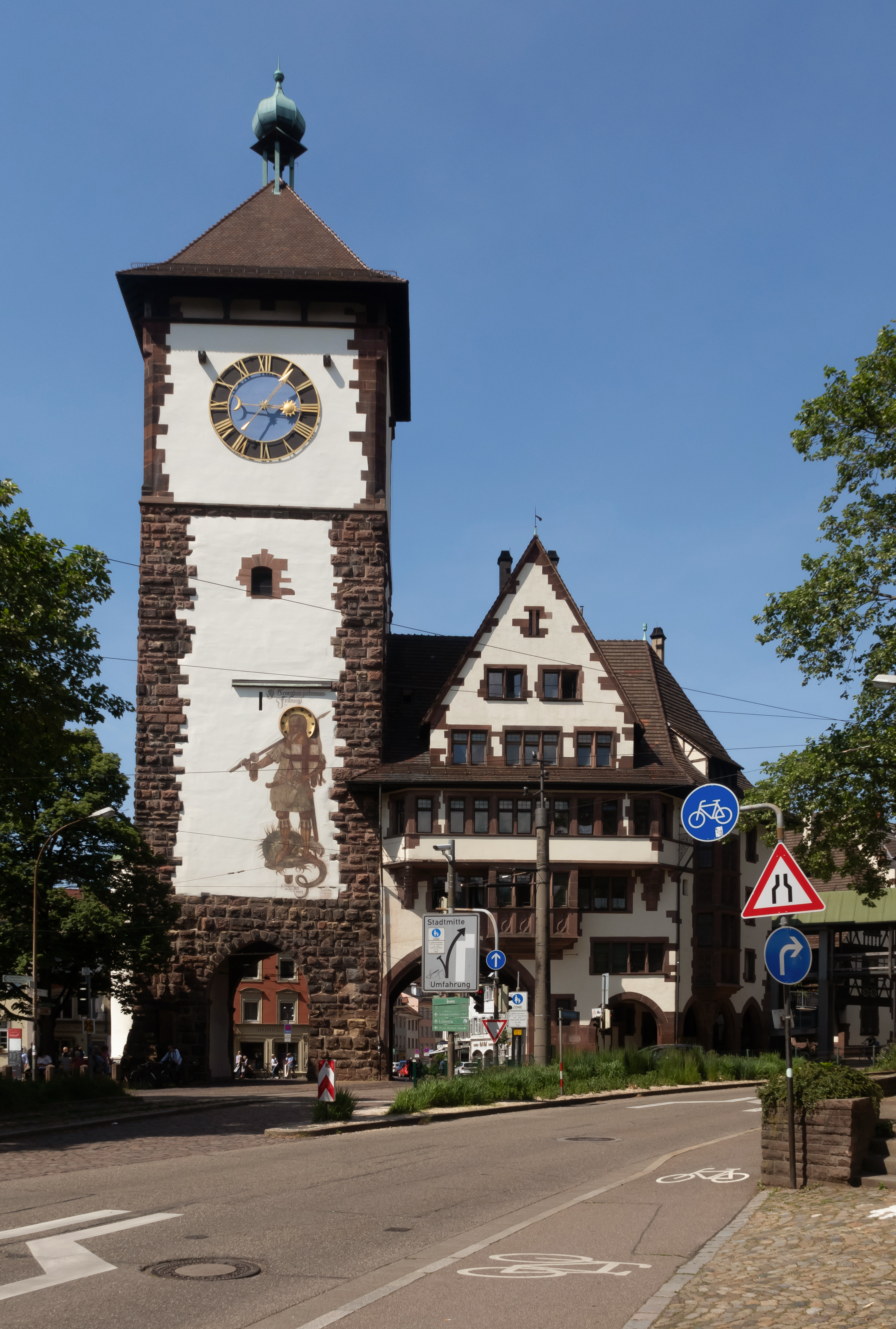
Stadspoort Schwabentor
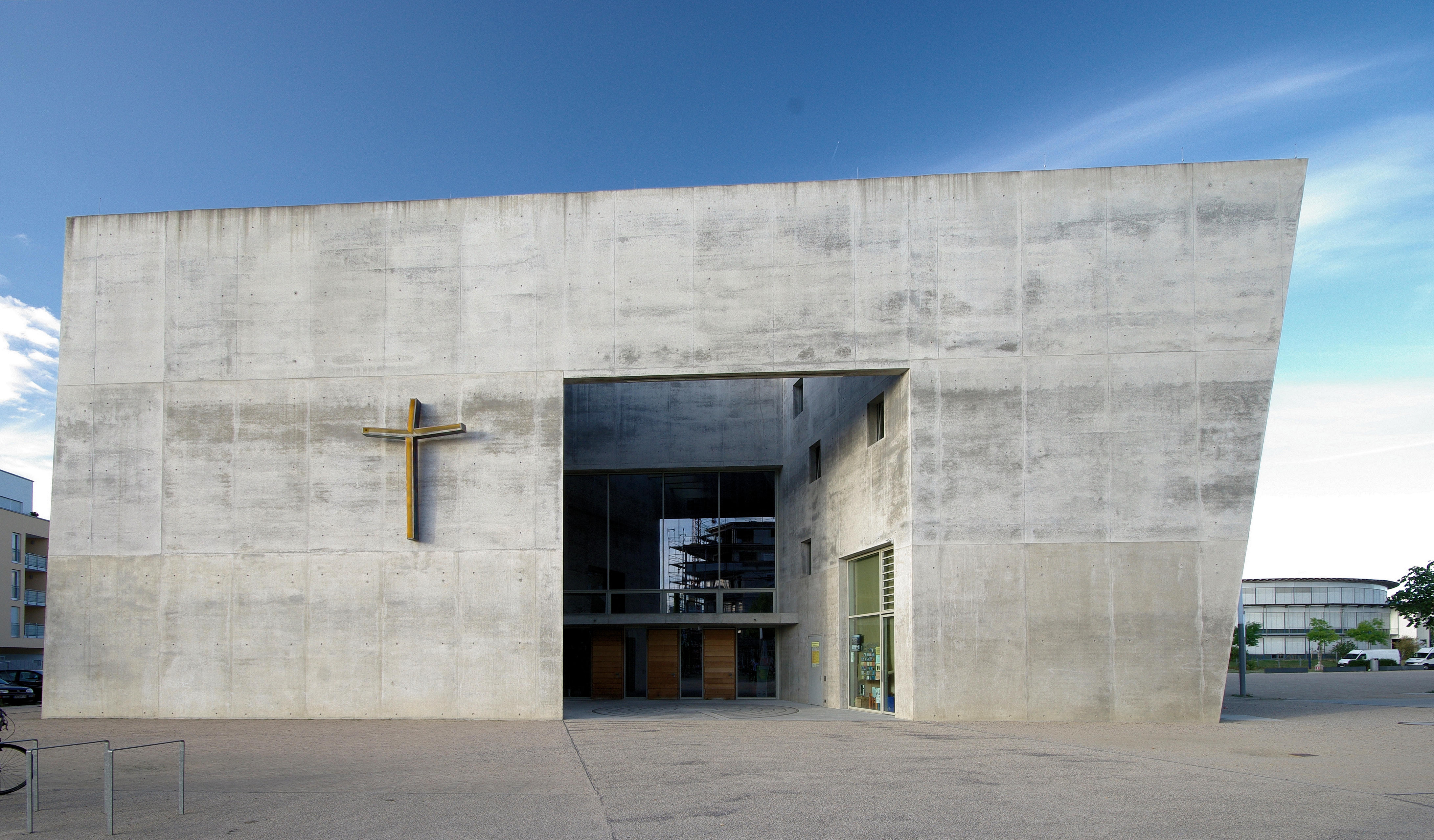
FR-Rieselfeld, St. Maria-Magdalenakerk (2004; r.k. en evang.-luthers gezamenlijk)